# 3635 Kreutz
A 3635 Kreutz (ideiglenes jelöléssel 1981 WO1) egy marsközeli kisbolygó. Luboš Kohoutek fedezte fel 1981. november 21-én.